# Ramon III de Montcada
Ramon III de Montcada (?, segle xiii – 1286/90), senyor de Fraga, fou un militar català.
Va participar amb Pere el Gran a la Croada contra la Corona d'Aragó i lluità les batalles al costat del rei, especialment al Combat de Santa Maria, on estava al front de seixanta cavallers i dirigia l'avantguarda almogàver en la batalla del coll de Panissars. Ramon III de Montcada cobrava la lleuda de Tortosa i el 1285. Els seus consellers van expulsar el recaptador d'impostos, cosa que va provocar greus incidents amb els Templers.

## Família
Era fill d'en Ramon II de Montcada, senyor de Fraga i de Tortosa, i de Galbors.
Es casà amb Teresa, amb la que tingué un fill:
- Guillem de Montcada, governador de Mallorca, senescal de Catalunya i senyor de la Baronia de Fraga.